# Pagellus bogaraveo
Червоний морський лящ (Pagellus bogaraveo) — риба родини Sparidae. Об'єкт промислу і важлива складова Середземноморської кухні. Поширений у східній Атлантиці від Норвегії та Гібралтару до Мавританії, Мадейри, Канар і західної частини Середземного моря; також відзначений біля Ісландії. Морська, бентопелагічна риба, що сягає 70 см довжиною.